# 坂本祐也
坂本 祐也（さかもと ゆうや、1978年5月25日 - ）は、岩手県出身のレーシングドライバー。

## レース戦績
- 1997年
  - ジムラッセルジャパンスカラシップ 優勝
  - 英国ジムラッセルワールドスカラシップ 優勝
  - 英国フォーミュラーボクソールジュニアウインターシリーズ（#9 Jim Russell Japan Scholarship)（Final 14位）
- 1998年 - 英国フォーミュラーボクソールジュニアシリーズ（#99 Jim Russell Wold Scholarship)（シリーズ2位）
- 1999年 - エッソ・フォーミュラトヨタシリーズ＜最終戦スポット参戦＞（#24 Club Jim Russell FT)
- 2000年
  - VWニュービードルカップジャパン（#99 CHORO-Q Racing)（シリーズ3位・1勝）
  - エッソ・フォーミュラトヨタシリーズ＜4戦スポット参戦＞（#25 anewell MOTUL FT)（最高6位）
- 2001年
  - VWニュービードルカップジャパン（#55 Team DUO New Beetle)（シリーズ2位・2勝）
- 2002年
  - VWニュービードルカップジャパン（#55 Team DUO New Beetle)（シリーズチャンピオン・全戦ポールトゥウィン）
  - VWニュービードルカップドイツ＜最終戦スポット参戦＞（決勝5位）
- 2003年
  - フォーミュラードリーム（#11 CHORO-Q Racing)（シリーズ4位）
  - VW ルボGTIカップジャパン（#55 Team DUO Lupo)（シリーズ2位・1勝）
- 2004年
  - ポルシェ・カレラ・カップ・ジャパン（PCCJ)（#99 CHORO-Q PORSCHE)（シリーズ2位・2勝）
- 2005年
  - VW ゴルフGTIカップジャパン（#55 Team DUO GTI)（シリーズチャンピオン・4勝）
- 2006年
  - 全日本スポーツカー耐久選手権・LMP-2クラス（#4 LAV-TEC MYZ GC-21)（シリーズチャンピオン・2勝）
- 2007年 - SUPER GT・GT300クラス（HANKOOK KTR #33 HANKOOK NSC PORSCHE)（シリーズ17位）
- 2008年 - SUPER GT・GT300クラス＜Rd.6 スポット参戦＞（JLOC #88 triple a ガイルドRG-3）
- 2009年
  - SUPER GT・GT300クラス（JLOC #88 triple a ガイルドRG-3)（シリーズ25位・PP1回）
  - アジアン・ル・マン・シリーズ LM-GT1クラス（JLOC #68 JLOC Lamborghini MURCIELAGO RGT）シリーズ4位
- 2010年 - SUPER GT・GT300クラス（JLOC #87 JLOC ランボルギーニ RG-3)（シリーズ21位）
- 2011年 - SUPER GT・GT300クラス（JLOC #86 JLOC ランボルギーニ RG-3)（シリーズ17位）
- 2012年
  - SUPER GT・GT300クラス（JLOC #85 JLOC Exe ランボルギーニ RG-3)（シリーズ25位）
  - スーパー耐久・ST-4クラス＜Rd.5 スポット参戦＞（#38 TRACY SPORTS S2000)（クラス4位）
- 2013年
  - SUPER GT・GT300クラス＜Rd.5 スポット参戦＞（PACIFIC DIRECTION RACING #9 NAC攻殻機動隊ARISE DR ポルシェ）
  - アジアン・ル・マン・シリーズ・GTCクラス ＜第2戦 スポット参戦＞（#9 NAC攻殻機動隊ARISE DR ポルシェ)（クラス3位）
  - スーパー耐久・ST-1クラス＜Rd.3,4＞（#51 DIAMANGO BMW Z4)（最高2位）
- 2014年
  - SUPER GT・GT300クラス＜Rd.1,2,8＞（PACIFIC DIRECTION RACING #9 国立音ノ木坂学院 NAC ポルシェ with DR）（シリーズ36位）
  - スーパー耐久・ST-1クラス＜Rd.1.3＞（#51 DIAMANGO BMW Z4)（最高2位）
- 2015年
  - SUPER GT・GT300クラス＜Rd.5～8＞（Porsche Team KTR #33 Excellence Porsche)（シリーズ28位）
  - スーパーカーレースシリーズ＜Rd.5,6＞（Feel Art GT3R)（最高2位）
  - スーパー耐久・ST-1クラス＜Rd.3 スポット参戦＞（#51 DIAMANGO BMW Z4)（優勝）
- 2016年
  - SUPER GT・GT300クラス＜Rd.5,6＞（Excellence Porsche Team KTR #33 Excellence Porsche)（シリーズ21位）
  - スーパー耐久・ST-Xクラス（#89 HubAuto Ferrari 488GT3)（シリーズ8位）
  - ポルシェ・カレラ・カップ・ジャパン（PCCJ)＜Rd.1-6＞（#36 MITSUWA Auto GT3 Cup)（シリーズ5位）
- 2017年 
  - スーパー耐久・ST-Xクラス（#89 HubAuto Ferrari 488GT3)（シリーズ6位）
  - ブランパンGTシリーズ・アジア＜Rd.7,8＞（#3 Porsche Team EBI)（最高7位）
- 2018年 
  - SUPER GT・GT300クラス＜Rd.2,5＞（Arnage Racing #50 Arnage Racing AMG GT3)
  - スーパー耐久・ST-Zクラス＜Rd.3＞（#51 DIAMANGO Cayman)

### SUPER GT
| 年     | チーム                      | 使用車両                      | クラス | 1       | 2       | 3      | 4       | 5      | 6      | 7      | 8      | 9      | 順位 | ポイント |
| ------ | --------------------------- | ----------------------------- | ------ | ------- | ------- | ------ | ------- | ------ | ------ | ------ | ------ | ------ | ---- | -------- |
| 2007年 | HANKOOK KTR                 | ポルシェ・911GT3RSR           | GT300  | SUZ     | OKA 10  | FSW 20 | SEP 10  | SUG 3  | SUZ 16 | TRM 17 | AUT 11 | FSW 9  | 17位 | 18       |
| 2008年 | JLOC                        | ランボルギーニ・ガヤルド RG-3 | GT300  | SUZ     | OKA     | FSW    | SEP     | SUG    | SUZ 12 | TRM    | AUT    | FSW    | NC   | 0        |
| 2009年 | JLOC                        | ランボルギーニ・ガヤルド RG-3 | GT300  | OKA Ret | SUZ 13  | FSW 19 | SEP Ret | SUG 12 | SUZ 10 | FSW 10 | AUT 12 | TRM 11 | 25位 | 2        |
| 2010年 | JLOC                        | ランボルギーニ・ガヤルド RG-3 | GT300  | SUZ 10  | OKA 17  | FSW 15 | SEP 11  | SUG 17 | SUZ 12 | FSW C  | TRM 20 |        | 21位 | 1        |
| 2011年 | JLOC                        | ランボルギーニ・ガヤルド RG-3 | GT300  | OKA 10  | FSW Ret | SEP 14 | SUG 15  | SUZ 10 | FSW 8  | AUT 6  | TRM 12 |        | 17位 | 10       |
| 2012年 | JLOC                        | ランボルギーニ・ガヤルド RG-3 | GT300  | OKA 14  | FSW Ret | SEP    | SUG     | SUZ 10 | FSW 18 | AUT 15 | TRM    |        | 25位 | 2        |
| 2013年 | PACIFIC DIRECTION RACING    | ポルシェ・911 GT3R            | GT300  | OKA     | FSW     | SEP    | SUG     | SUZ 14 | FSW    | AUT    | TRM    |        | NC   | 0        |
| 2014年 | PACIFIC DIRECTION RACING    | ポルシェ・911 GT3R            | GT300  | OKA 12  | FSW 13  | AUT    | SUG     | FSW    | SUZ    | CHA    | TRM 9  |        | 36位 | 2        |
| 2015年 | Porsche Team KTR            | ポルシェ・911 GT3R            | GT300  | OKA     | FSW     | CHA    | FSW     | SUZ 18 | SUG 17 | AUT 8  | TRM 14 |        | 28位 | 3        |
| 2016年 | Excellence Porsche Team KTR | ポルシェ・911 GT3R            | GT300  | OKA     | FSW     | SUG    | FSW 24  | SUZ 7  | CHA    | TRM    | TRM    |        | 21位 | 5        |
| 2018年 | Arnage Racing               | メルセデスAMG・GT3            | GT300  | OKA     | FSW 20  | SUZ    | CHA     | FSW 11 | SUG    | AUT    | TRM    |        | NC   | 0        |